# وكالة النشاط الميداني لمكافحة التجسس
وكالة النشاط الميداني لمكافحة التجسس (سي أي إف آي) وكالة تابعة لوزارة الدفاع في الولايات المتحدة. أُنشئت بناء على توجيه من وزير الدفاع (رقم 5105.67) في 19 فبراير 2002. في 8 أغسطس 2008، أُعلن عن إغلاقها، واستحوذت وكالة استخبارات الدفاع على معظم مكوناتها وسلطاتها وصلاحياتها في مركز الاستخبارات المضادة، اللذان دمجا في ما بعد في جهاز الدفاع السري.

## المهام
تتلخص مهام وكالة النشاط الميداني للاستخبارات لمكافحة التجسس بالآتي:
- القيام بإدارة جهاز مكافحة الاستخبارات التابع لوزارة الدفاع والإشراف عليه بفعالية وكفاءة.
- مزامنة أنشطة مكافحة الاستخبارات المضادة عبر الوزارة، بالتنسيق مع مجتمع المخابرات الوطني.
- إدارة الخطط والمشاريع ذات الأولوية في مجال الاستخبارات المضادة لتلبية متطلبات القادة الوطنيين والإداريين والمقاتلين.
- اختيار وتطوير قدرات فريدة لدعم عمليات الاستخبارات المضادة وجعلها متاحة لمجتمع الاستخبارات الأوسع نطاقًا.
- العمل كمصدر رئيسي للتطوير الوظيفي والتدريب للمتخصصين في مجال الاستخبارات المضادة.
- تحديد وتطوير التقنيات المتقدمة في مجال الاستخبارات المضادة.
- تقييم جدوى وجود عنصر تنفيذي مشترك على مستوى وكالة الاستخبارات المضادة الدفاعية.[4]

## التنظيم
قُسمت الوكالة إلى أربع مديريات: إدارة البرامج، وتكنولوجيا المعلومات، والدعم التشغيلي والتدريب والتطوير.
- إدارة البرامج مسؤولة عن الميزانية والإدارة والمساءلة.
- تكنولوجيا المعلومات مسؤولة عن تخطيط وإدارة الاحتياجات التكنولوجية الخاصة بالوكالة.
- الدعم التشغيلي: مسؤول عن تخطيط وتوجيه وإدارة أنشطة مكافحة الاستخبارات.
- التدريب والتنمية: وضع معايير لتقييم الأداء والتأكد أن برامج التدريب والتثقيف في مجال الاستخبارات المضادة، فضلًا عن المدربين، حافظت على الاعتماد والتصديق.[5]

## قاعدة بيانات شبكة الحماية المشتركة
أدار وكالة النشاط الميداني لمكافحة التجسس قاعدة بيانات عن «الحوادث المشبوهة» في الولايات المتحدة أو شبكة مؤسسة الحماية المشتركة، وكان نظامًا للاستخبارات وإنفاذ القانون، وهو عبارة عن تبادل شبه فوري للمعلومات الأولية غير الموثقة بين منظمات ومنشآت وزارة الدفاع. وقد شملت المعلومات الاستخباراتية، وتقارير أجهزة فرض القانون، والاستخبارات المضادة، وتقارير الأمن والمعلومات المستمدة من وزارة الدفاع «التهديد والمراقبة المحلية»، وما يعرف بنظام تالون، وهو نظام الإبلاغ عن المعلومات التي لم تُجرى تصفيتها، وغيرها من التقارير.
وهناك سبع معايير تُؤخذ في عين الاعتبار عند إعداد تقرير عن نظام التالون:
- تهديدات غير محددة.
- المراقبة.
- الاستثارة.
- اختبارات الأمان.
- الأنشطة المتكررة.
- تهديدات القنابل.
- الأنشطة المشبوهة.

وقد ذكرت لائحة الجيش 45-190، تقرير فرض القانون، أنه يمكن استخدام شبكة الحماية المشتركة لتبادل معلومات الشرطة مع وكالات تطبيق القانون التابعة لوزارة الدفاع، والشرطة العسكرية، وقيادة التحقيق الجنائي في الجيش الأمريكي، ووكالات تطبيق القانون المحلية والاتحادية والدولية.

## مسائل الخصوصية
نُظّمت عملية جمع البيانات محليًا من جانب الوكالات العسكرية بصورة صارمة بموجب قوانين مثل قانون الخصوصية لعام 1974، الذي عزز وحدد حق المواطن الأمريكي في الخصوصية على النحو المشار إليه في التعديل الرابع لدستور الولايات المتحدة. وبالإضافة إلى ذلك، رأت المحكمة العليا في الولايات المتحدة في قضية غريزوبولد ضد كونيتيكت (1965) أن الحق في الخصوصية ضد تدخل الحكومة محمي بموجب أحكام دستورية أخرى. وقد عكست وزارة الدفاع هذه الأمور في توجيهاتها التي وضعتها منذ عام 1982.

## الإغلاق
وقد عزز جمع وكالة النشاط الميداني لمكافحة التجسس للبيانات المتعلقة بمجموعات السلام والناشطين الآخرين والاحتفاظ بها أوجه التشابه بين البرنامجين من جانب جماعات حقوق الإنسان المدنية مثل الاتحاد الدولي للحريات المدنية.
في الأول من أبريل 2008، أوصى كبير مسؤولي الاستخبارات في وزارة الدفاع جيمس كلابر بتفكيك وحل النشاط الميداني للاستخبارات لمكافحة التجسس.
وفي 8 أغسطس 2008، أعلن عن إغلاق الوكالة واستيعاب أنشطتها من قبل وكالة الاستخبارات الدفاعية.